# 말리크 에부나
말리크 에부나(프랑스어: Malick Evouna, 1992년 11월 28일 ~ )는 가봉의 축구 선수로, 현재 이집트의 아스완 SC에서 공격수로 활약하고 있다.

## 구단 경력
2012-13 시즌, CF 무나나 소속으로 17경기에 출전하여 12골을 기록한 후, 에부나는 모로코의 위다드 AC에 입단하여 데뷔 시즌에 8골을 넣었다.
2015년 7월 11일, 에부나가 이집트의 알 아흘리에 합류했다고 발표했다.
2016년 7월 11일 에부나는 중국의 톈진 진먼후로 이적하였다.
2020년 11월 26일, 에부나는 튀니지의 CS 스팍시앵으로 이적했다.
2022년 7월 4일, 에부나는 고향 클럽인 AS 펠리캉에서 아스완 SC와 계약하며 이집트로 돌아왔다.

## 국가대표팀 경력
2012년 11월 9일, 에부나는 사우디아라비아를 상대로 가봉 축구 국가대표팀 데뷔 전을 치렀다. 그는 2015년 아프리카 네이션스컵 가봉 대표팀에 포함되었고, 부르키나파소와의 개막전에서 골을 넣었다.
2016년 6월 현재, 에부나는 가봉 축구 국가대표팀에서 12골을 득점했다.